# 마리얌폴레시

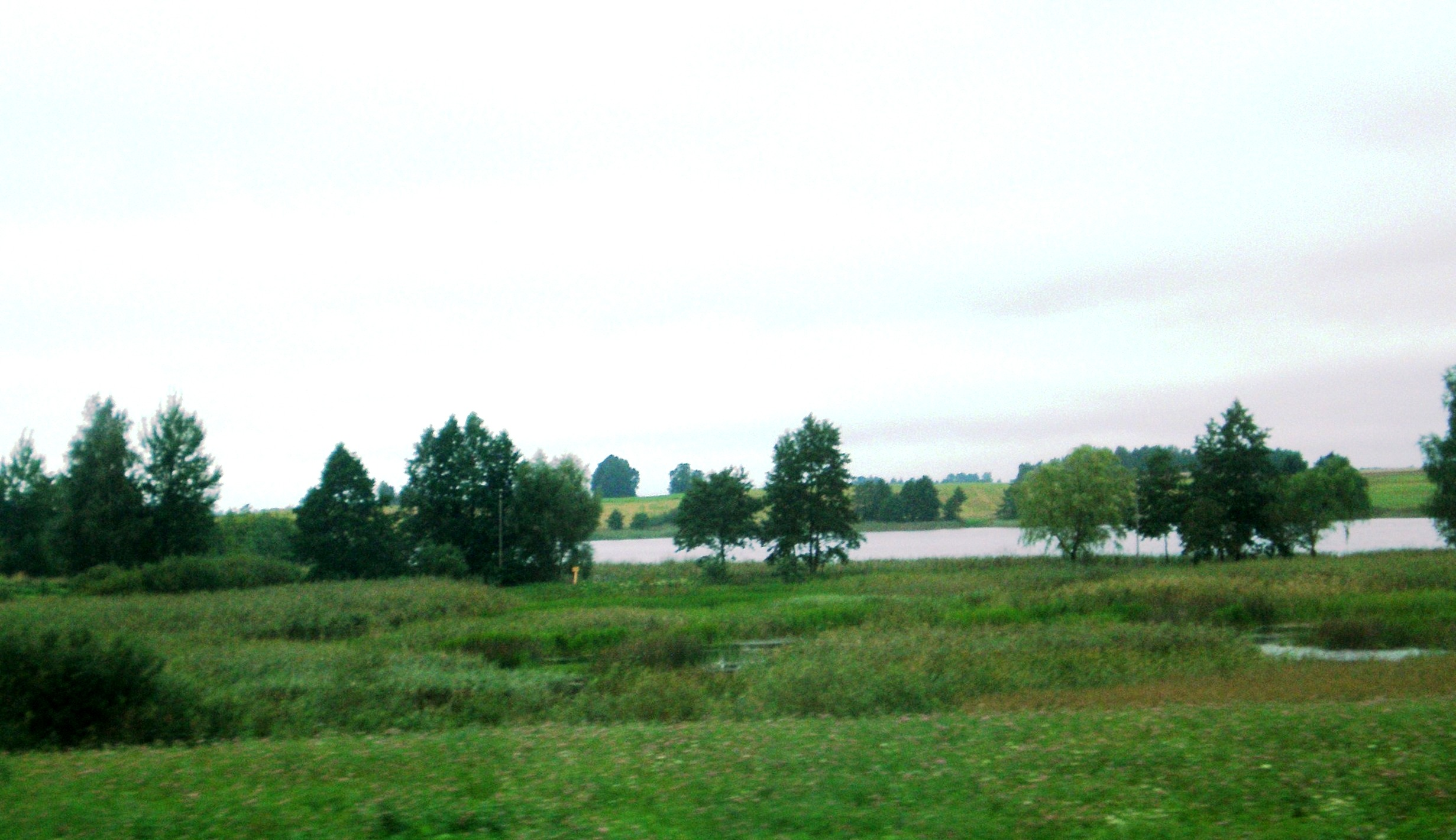
마리얌폴레시에 위치한 레치슈캬이호

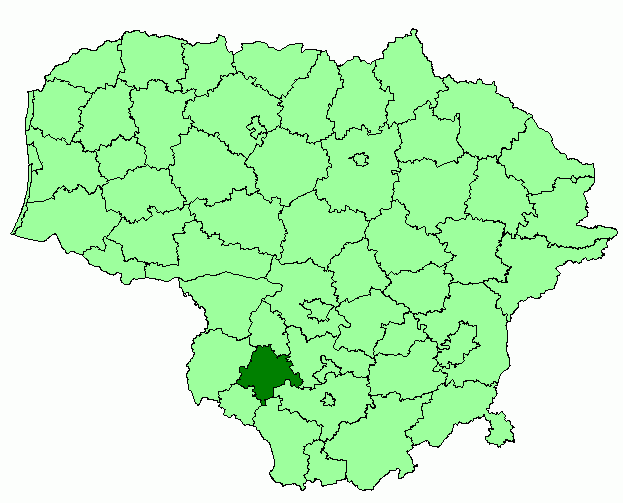
마리얌폴레시의 위치

마리얌폴레시(리투아니아어: Marijampolės savivaldybė)는 리투아니아 마리얌폴레주를 구성하는 5개 지방 자치체 가운데 하나로 행정 중심지는 마리얌폴레이며 면적은 755km2, 인구는 58,027명(2015년 기준), 인구 밀도는 76.9명/km2이다. 6개 장로구를 관할하며 마리얌폴레주 칼바리야시, 빌카비슈키스구, 샤캬이구, 카즐루루다시, 카우나스주 프리에나이구, 알리투스주 알리투스구, 라즈디야이구와 접한다.

지방 자치체 문장